# Neonetus pilosus
Neonetus pilosus är en insektsart som beskrevs av Frederick Wollaston Hutton 1896. Neonetus pilosus ingår i släktet Neonetus och familjen grottvårtbitare. Inga underarter finns listade i Catalogue of Life.